# 天津泰达足球俱乐部1998赛季
天津泰达足球俱乐部1998赛季记录了天津泰达足球队参加1998赛季中国足球甲B联赛的比赛结果以及球队人员情况。该赛季是中国足球职业化以来天津队第2次征战中国次级联赛。最终球队以11胜11平0负的成绩位居1998年中国足球甲B联赛冠军。

## 赛季介绍
本赛季开始之前，天津立飞三星与天津万科两队合并，万科队队员刘云飞、芦欣、田玉来、朱艺和王军被吸收到泰达队，健力宝青年队的新人张效瑞、李健也被召入队中。球队随后引进了郝海涛、方根燮、李时峰等内援以及福尔特、雷莫斯、佐拉等外援增强实力。赛季前半段，本土老帅蔺新江带队取得不败战绩，但由于用人方面的保守以及平局过多而被乌拉圭人西蒙内斯取代。西蒙内斯上任后重用张效瑞、雷莫斯等球员，球队面貌焕然一新，最终以不败战绩获得联赛首名并升级成功。

## 射手榜
1. 13.佐拉--12球
2. 20.于根伟--8球
3. 21.霍建霆--5球
4. 26.雷莫斯--4球
5. 15.孙建军--3球
6. 11.福尔特--3球
7. 10.迟嵘亮--2球
8. 28.张效瑞--2球
9. 18.奥斯瓦尔多--2球
10. 9.方根燮--1球

## 积分榜
| 排名 | 球隊     | 賽 | 勝 | 平 | 負 | 得 | 失 | 差  | 分 | 資格／升降級           |
| ---- | -------- | -- | -- | -- | -- | -- | -- | --- | -- | ---------------------- |
| 1    | 天津泰达 | 22 | 11 | 11 | 0  | 42 | 20 | +22 | 44 | 升级至 中国足球甲A联赛 |